# Palmitas
Palmitas – miasto w Urugwaju, w departamencie Soriano.